# Autillo de Campos
Autillo de Campos – gmina w Hiszpanii, w prowincji Palencia, w Kastylii i León, o powierzchni 30,53 km². W 2011 roku gmina liczyła 150 mieszkańców.